# Velbastaður
Velbastaður (IPA: [ˈvɛlbaˌstɛavʊɹ], danska: Velbestad), är en liten ort på västsidan av Streymoy på Färöarna. Orten har 227 invånare (2015) och tillhör sedan 1 januari 2005 Torshamns kommun.
Velbastaður är en gammal ort, troligtvis äldre än Kirkjubøur. Den var folktom i en period efter digerdöden år 1349. Idag bygger flera familjer från huvudstaden Tórshavn hus i orten. Sedan 1986 har alkoholisthemmet Heilbrigdið varit i drift i Velbastaður.
Från Velbastaður får man en god utsikt till öarna Hestur och Koltur.

## Befolkningsutveckling
| Befolkningsutvecklingen i Velbastaður 1985–2015 | Befolkningsutvecklingen i Velbastaður 1985–2015 | Befolkningsutvecklingen i Velbastaður 1985–2015 | Befolkningsutvecklingen i Velbastaður 1985–2015 | Befolkningsutvecklingen i Velbastaður 1985–2015 |
| ----------------------------------------------- | ----------------------------------------------- | ----------------------------------------------- | ----------------------------------------------- | ----------------------------------------------- |
|                                                 |                                                 |                                                 |                                                 |                                                 |
| År                                              |                                                 |                                                 | Folkmängd                                       |                                                 |
| 1985                                            | 1985                                            |                                                 | 96                                              |                                                 |
| 1990                                            | 1990                                            |                                                 | 132                                             |                                                 |
| 1995                                            | 1995                                            |                                                 | 125                                             |                                                 |
| 2000                                            | 2000                                            |                                                 | 132                                             |                                                 |
| 2005                                            | 2005                                            |                                                 | 166                                             |                                                 |
| 2010                                            | 2010                                            |                                                 | 209                                             |                                                 |
| 2015                                            | 2015                                            |                                                 | 227                                             |                                                 |
|                                                 |                                                 |                                                 |                                                 |                                                 |